# Monomtenga
Monomtenga est une commune située dans le département de Kombissiri de la province du Bazèga dans la région Centre-Sud au Burkina Faso.

## Santé et éducation
Monomtenga accueille un centre de santé et de promotion sociale (CSPS).